# Monetização de Deseconomias
Monetização de Deseconomias é um sistema que permite atribuir um valor monetário ao impacto negativo gerado por um ciclo produtivo antrópico.

## Conceito
O conceito de deseconomia foi proposto por Adam Smith em seu livro “A Riqueza das Nações”, publicado em 1776.  Smith argumenta que todo ciclo produtivo antrópico gera um passivo ambiental e, dada a complexidade da interrelação de padrões no planeta e o infinito número de variáveis advindo destas interrelações, não seria possível quantificar e conseqüentemente, monetizar estas deseconomias.
Ao buscarmos a inserção dos ciclos produtivos antrópicos em contextos cada vez mais abrangentes, é possível adequar nosso pensamento de lógica linear à complexidade dos sistemas, sem nos perdermos pelo caminho. Partindo desta premissa, as análises de ciclo de vida permitem contabilizar –dentro do cenário adotado- os impactos negativos consequentes dos diversos ciclos produtivos antrópicos.
Dentre os diversos trabalhos, aquele da Universidade de Leiden (www.leiden.edu) propõe um colossal estudo sobre quase dois mil compostos químicos avaliados dentro de 104 cenários de deseconomias causadas por ciclos produtivos antrópicos. A partir da adoção dos fatores definidos por Leiden, dentro dos cenários propostos, chega-se à monetização das deseconomias. Todo ciclo produtivo antrópico é mensurável e reversível e a geração do produto final a que este se refere, causa eco-impactos, no mais das vezes, negativos.  São estes impactos aqui concebidos como deseconomias que, até agora, foram tratados como intangíveis.  Ao reduzir o eco-impacto negativo à dimensão do ciclo produtivo antrópico e o contextualizar em sua localização espacial, adota-se um cenário.  Ora, se contamos com 104 cenários consagrados pela análise do ciclo de vida e inserimos a deseconomia decorrente do ciclo produtivo antrópico nos cenários que são mais adequados, tangebilizamos a deseconomia, com a simples adoção do valor mercadológico do padrão de equivalência adotado pelo cenário.
Tomemos as reservas mundiais de ouro: no cenário de linha de base CML, 1999, da depleção abiótica das últimas-últimas reservas de elementos – ADP elements (Guinee et al. 2001), o padrão é o quilograma de antimônio-equivalente.  Neste cenário, a depleção mundial abiótica do ouro (para o ano-referência de 2000) é de 1,35E+8, enquanto a emissão anual, da ordem de 2,59E+6.  Portanto, o EIP do ouro é 52.  Como o cenário em questão adota o antimônio como fator de equivalência, estabelecendo a relação desta deseconomia com o cenário econômico mundial (tomando-se o New York dealer price for 99.5% to 99.6% metal, c.i.f. U.S. ports) onde, em 2014, o antimônio foi comercializado a US$8,62/kg, chegamos a um valor de mercado relacionado à depleção abiótica das reservas últimas do ouro, em sua baseline, de US$448,24/kg. Uma simples mudança de perspectiva, pode consubstanciar uma abordagem inteiramente nova no tratamento financeiro das deseconomias, atribuindo-lhes tangibilidade e, consequentemente, valor de mercado.